# Шевченково (Розважевский сельский совет)
Шевченково (укр. Шевченкове) — село, входит в Иванковский район Киевской области Украины.
Население по переписи 2001 года составляло 26 человек. Почтовый индекс — 07252. Телефонный код — 4591. Занимает площадь 0,3 км². Код КОАТУУ — 3222084205.

## Местный совет
07241, Київська обл., Іванківський р-н, с. Розважів